# Український голос (Луцьк)
«Український Голос» — тижневик і (з жовтня 1942) півтижневик, виходив у Луцьку з жовтня 1941 до січня 1944; спершу орган Міської Управи, згодом німецького видавництва «Ukraine Presse». Редактори: Ю. Підстригач й Анатолій Дублянський.
Виходив у Луцьку раз на тиждень (1941—43, число 35), двічі на тиждень (1943, число 36 — 1944) із 17 вересня 1941 під редакцією В.Постригача, згодом — А.Дублянського і Ф.Дудка. Впродовж 1941—44 вийшло не менше 144 чисел. У логотипі гасло "В своїй хаті своя правда, і сила, і воля" (1941 — 1942, число 40).
Упродовж 1941 майже в кожному числі на першій сторінці В.Постригач під криптонімом "П." вміщував статтю, в якій роз’яснював завдання українців за обставин, що склалися: "Наші завдання", "Боротьба з большевизмом", "Вишколюймо фахівців", "Праця для батьківщини". Тематику доповнювали У.Самчук, А.Дублянський, В.Степаненко.
У низці матеріалів розкривався тоталітарний зміст рад. влади, зокрема висвітлювалася злочинна діяльність органів НКВС. Як альтернатива рад. системі пропонувалася нім. модель сусп. поступу.
Фронтові події представлялись у рубриках "З Головної Кватири Фірера", "Тижневий огляд найважливіших воєнних подій". Для більшості тогочасних видань обов’язковими для друку були промови і відозви А.Гітлера.
Ін. міжнар. новини висвітлювались у рубриках "Зі світу", "Короткі вісті", "По всьому світі", а також низці заміток і статей, автори яких спершу наголошували на неспроможності СРСР, Великої Британії та Сполучених Штатів Америки домовитися між собою, а потім звинувачували їх же в намаганні поділити світ на сфери впливу.
Про події на укр. землях розповідалось у рубриках "Хроніка", "На звільнених землях України", "По Україні", "З українського життя в Генеральній Губернії", "Хроніка м. Луцька", "З місцевого життя", "Місцева хроніка", "З життя м. Луцька". Оскільки окупаційні власті запровадили обов’язок праці, то редакція систематично наголошувала на цьому. Також пропагувався виїзд українців на роботу до Німеччини. У виданні друкувалися численні накази і розпорядження нової влади, за порушення яких передбачався розстріл.
Важливою під час війни була робота філій Укр. допомогового к-ту, діяльність яких зосереджувалася переважно на організації допомоги полоненим. 1942 від Укр. допомогового к-ту відділили т-во "Просвіта", яке стало самостійною орг-цією. Завдання Червоного Хреста перебрала новостворена Орг-ція укр. самодопомоги. В її віданні були питання охорони здоров’я і сусп. опіки.
У матеріалах екон. тематики порушувалися здебільшого загальноекон. проблеми, а місц. пром. і с.-г. подіям приділялося менше уваги. В реліг. питанні обстоювалися права Української автокефальної православної церкви, вільної від польс. і рос. впливів.
Минуле краю стало темою низки істор. розвідок А.Дублянського, М.Ваврисевича, Н.Кибалюка. Публікувалися статті про життя і творчість видатних українців: Б.-І.Антонича, О.Бодянського, О.Вишні, М.Гоголя, М.Голубця, П.Куліша, О.Кульчицької, М.П.Левицького, О.Лятуринської, М.Максимовича, Є.Маланюка, Г.Нарбута, О.Олеся, О.Ольжича, М.Ситника, Г.Сковороди, Лесі Українки, Л.Філянського, М.Хвильового, Т.Шевченка, Г.Чупринки.
У рубриках "Зі сцени й естради", "З театру", "Зі сцени", "З залі театру" друкувалися рецензії на театральні вистави. У мовному питанні наголошувалося на тому, що окупаційні власті запровадили дві держ. мови — німецьку і українську, однак панувати, звісно, мусить німецька. Прихильникам худож. слова пропонувалися зразки творчості таких поетів і письменників, як Б.Борисюк, С.Говдій, А.Давен (псевд. А.Кучерука), Одуд (псевд. Ф.Дудка), С.Жук, Н.Калюжна, Юрій Клен, Б.Лепкий, І.Лобів, О.Лятуринська, Я.Мова, Б.Нижанківський, М.Підгірянка, В.Постригач, У.Самчук, О.Сосуля.
Про нові видання інформували рубрики "Літературно-наукова хроніка", "Бібліографія", "Нові книжки", "Українська Книжкова Палата". У рубриці "На сторінках преси" вміщувалися передруки з українських і зарубіжних видань.
Числа завершували різнопланові оголошення, а також рубрики "Спорт", "Фільм", "З кіна", "Лікарський порадник", "Ветеринарний порадник", "Цікаві рядки", "Чи ви знаєте що…", "Веселий куток", "Літературні анекдоти".